# Ukrajinská katolická eparchie ve Stamfordu
Ukrajinská katolická eparchie ve Stamfordu ((latinsky) Eparchia Stanfordensis Ucrainorum, (ukrajinsky) Стемфордська єпархія Української греко-католицької церкви) je eparchií Ukrajinské řeckokatolické církve se sídlem v Stamfordu, kde se nachází katedrála sv. Vladimíra. Pod její jurisdikci spadají ukrajinští řeckokatolíci v severoamerické oblasti Nové Anglie a stát New York. Je sufragánní vůči filadelfské archieparchii. 

## Historie
V roce 1956 byl z Apoštolského exarchátu USA (dnes archieparchie filadelfské vyčleněn Apoštolský exarchát stamfordský, v roce 1958 byl povýšen na eparchii a dostal své současné jméno.